# لونروت ۲۲۴۳
سیارک ۲۲۴۳ (به انگلیسی: 2243 Lonnrot، نامگذاری:1941SA1) دو هزار و دویست و چهل و سومین سیارک کشف شده‌است که در ۲۵ سپتامبر ۱۹۴۱ کشف شد.
قدر مطلق سیارک برابر ۱۲٫۸۰ است.